# Thức ăn nhanh

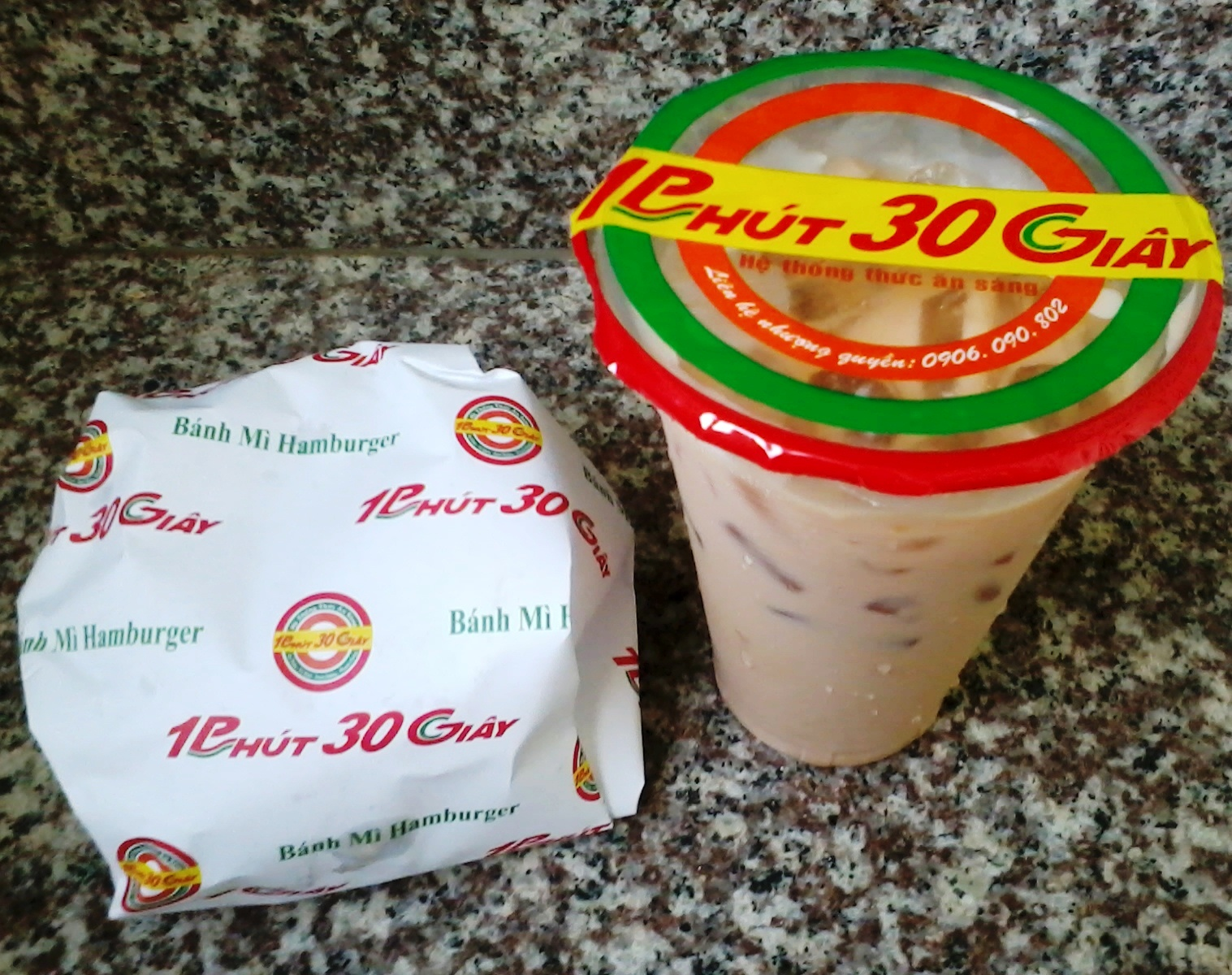
Thức ăn nhanh tại Việt Nam

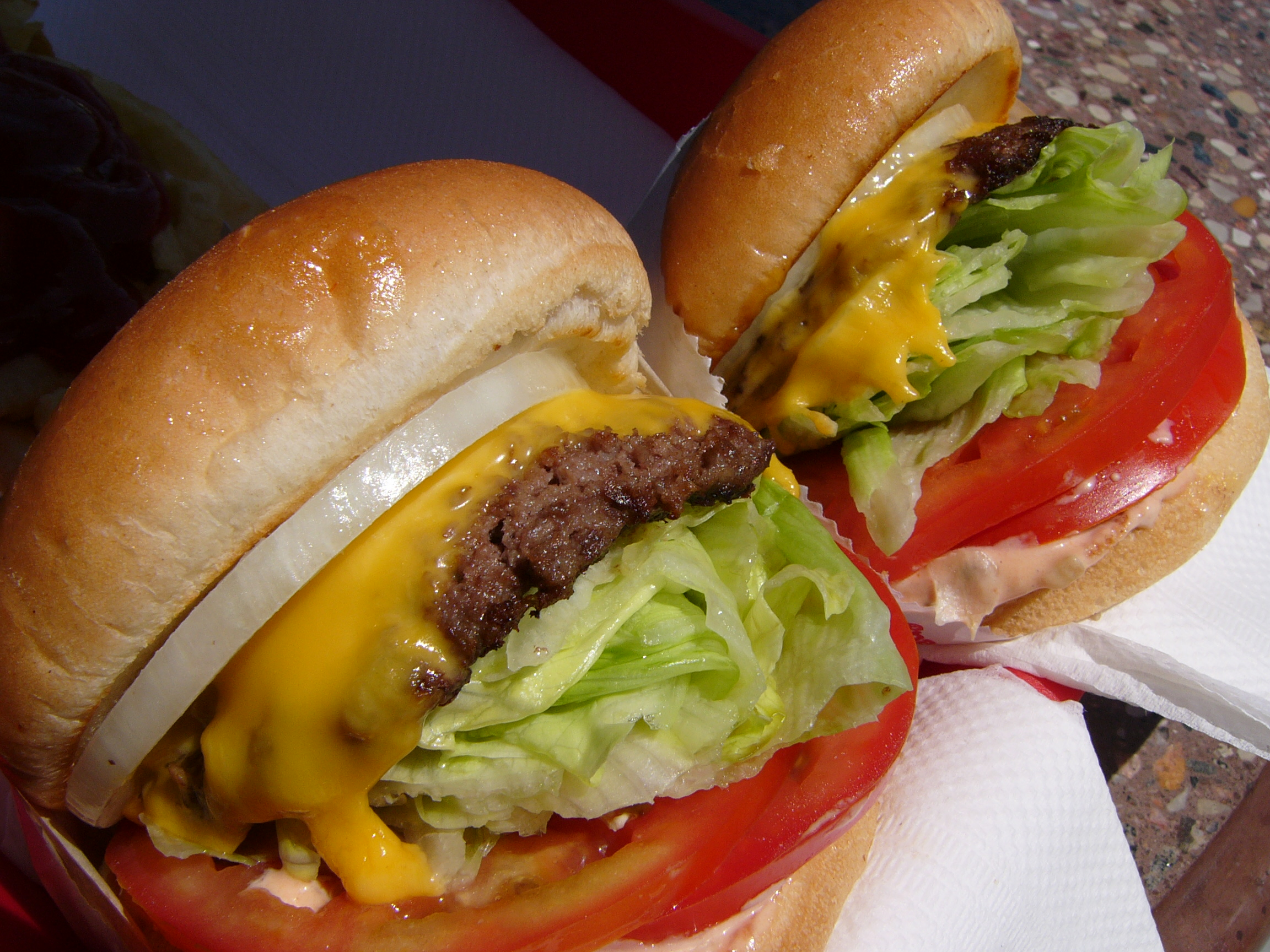
Một bữa ăn nhanh tiêu biểu ở Hoa Kỳ gồm có 1 hamburger, khoai tây chiên (french fries), và l ly nước ngọt

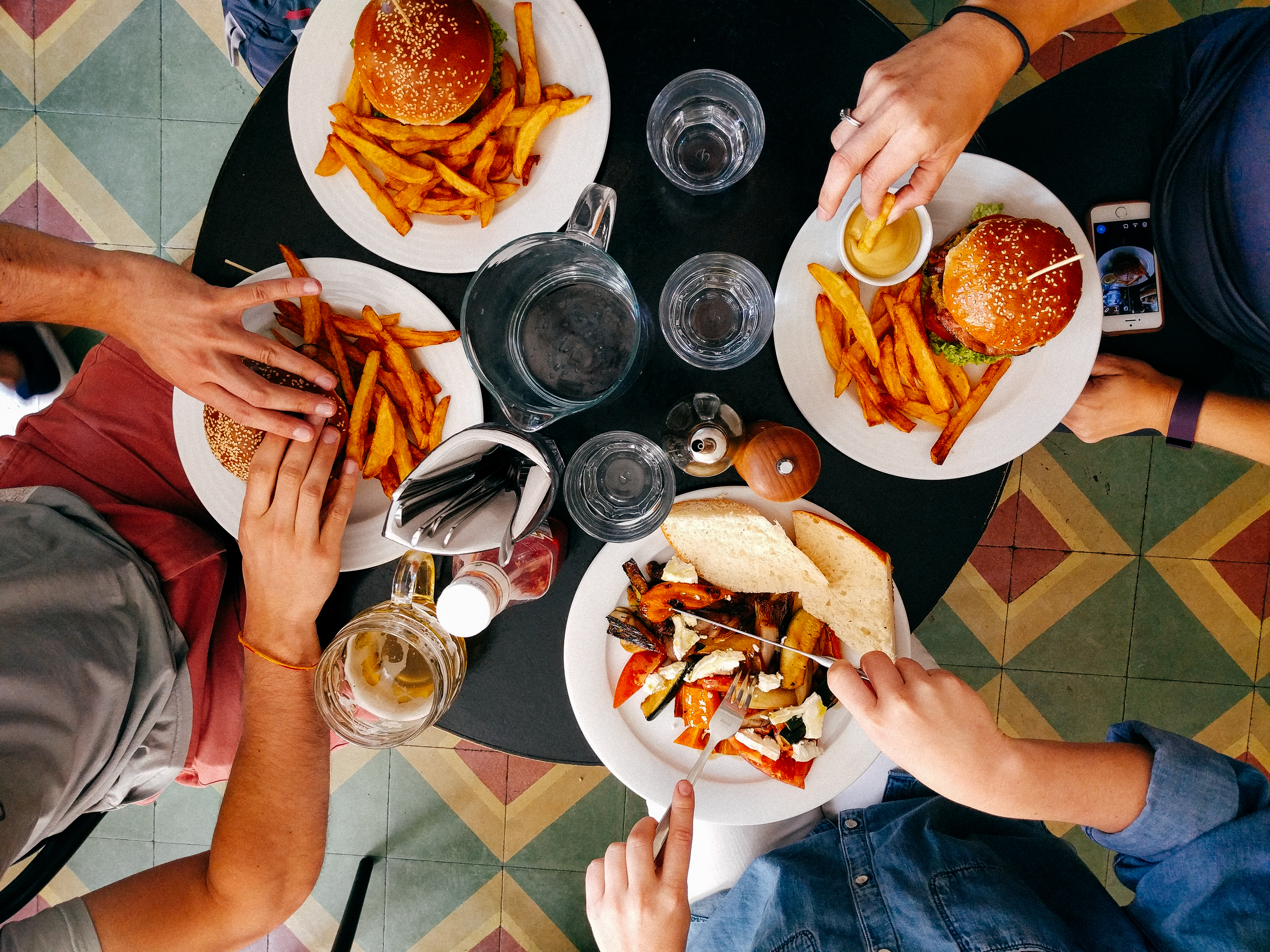
Một bữa ăn với thức ăn nhanh

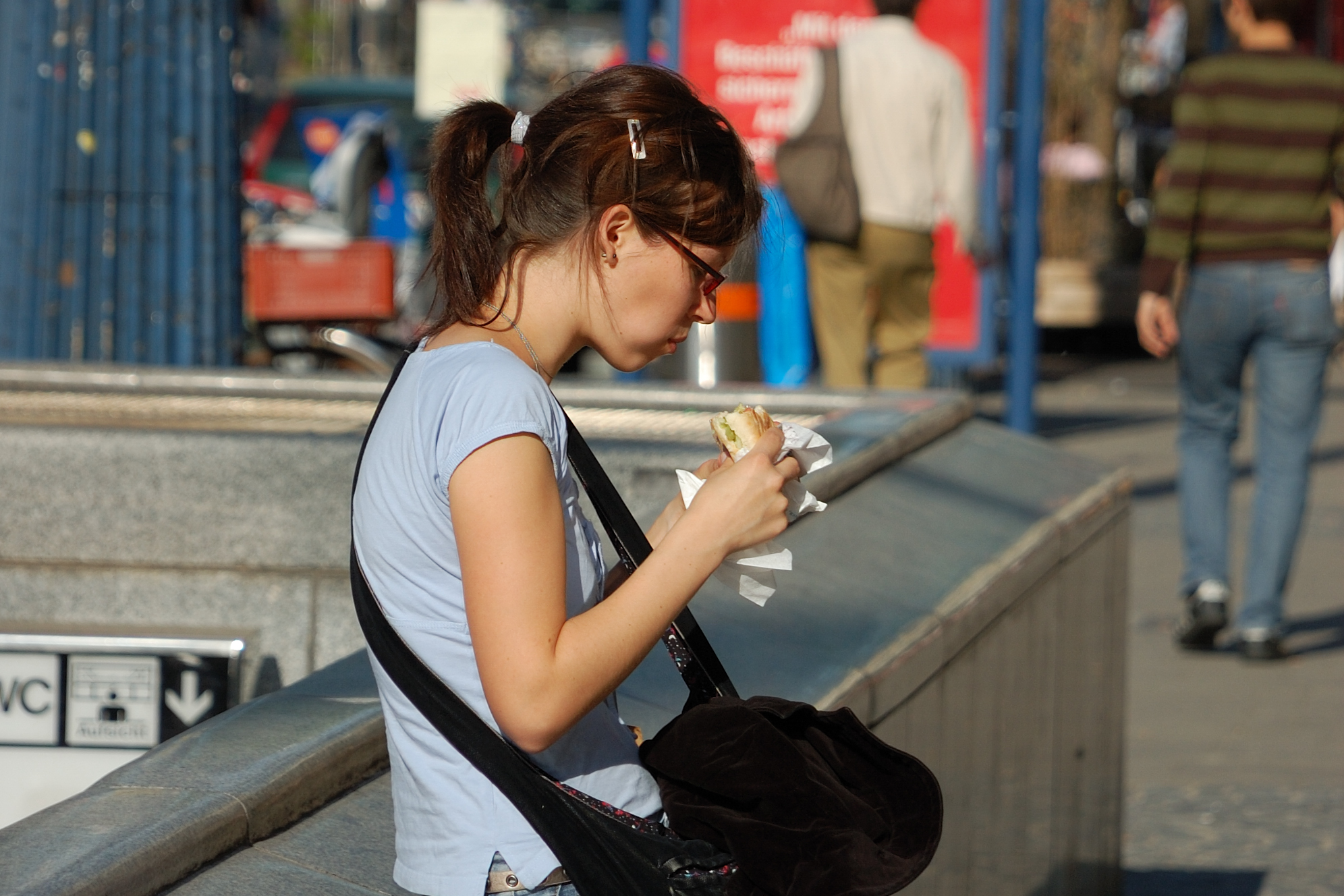
Một cô gái đang ăn thức ăn nhanh ở Viên

Thức ăn nhanh hay Đồ ăn nhanh (tiếng Anh: Fast food) là một loại thức ăn sản xuất hàng loạt được thiết kế để bán lại cho mục đích thương mại và ưu tiên hàng đầu là "tốc độ phục vụ" so với các yếu tố liên quan khác liên quan đến khoa học thực phẩm. Thức ăn nhanh được tạo ra như một chiến lược thương mại để đáp ứng số lượng lớn hơn những người đi làm bận rộn, du khách và người làm công ăn lương, những người thường không có thời gian ngồi ở nhà ăn công cộng hoặc quán ăn và chờ đợi bữa ăn của họ. Bằng cách ưu tiên tốc độ của dịch vụ, điều này đảm bảo rằng những khách hàng có quỹ thời gian hạn chế nghiêm ngặt ( ví dụ: một người đi làm dừng lại để mua bữa tối để mang về nhà cho gia đình, hoặc một người lao động trong một kỳ nghỉ trưa ngắn) không gặp bất tiện khi phải chờ đợi thực phẩm của họ được nấu tại chỗ (như mong đợi từ một nhà hàng "ngồi xuống và ăn" kiểu truyền thống). Năm 2018, ngành công nghiệp thức ăn nhanh có trị giá khoảng 570 tỷ USD trên toàn cầu.
Hình thức nhanh nhất của "thức ăn nhanh" bao gồm các bữa ăn được nấu sẵn để sẵn sàng cho khách hàng đến lấy về (gà quay Chợ Boston, bánh pizza Little Caesars, v.v.), với thời gian chờ giảm chỉ còn vài giây. Các cửa hàng thức ăn nhanh khác, chủ yếu là cửa hàng bánh hamburger (McDonald's, Burger King, v.v.) sử dụng các nguyên liệu chế biến sẵn được sản xuất hàng loạt (bánh bao và gia vị, chả bò đông lạnh, rau được rửa trước, cắt lát trước hoặc cả hai; v.v. ) nhưng bánh hamburger và khoai tây chiên luôn được nấu mới (hoặc ít nhất là tương đối sát thời gian) và được sắp xếp "theo đơn đặt hàng" (như tại một quán ăn).
Mặc dù nhiều loại thực phẩm có thể được "nấu nhanh", "thức ăn nhanh" là một thuật ngữ thương mại giới hạn cho thực phẩm được bán trong nhà hàng hoặc cửa hàng với các thành phần đông lạnh, làm nóng trước hoặc nấu chín trước và được phục vụ cho khách hàng ở dạng đóng gói để mang đi.
Các nhà hàng thức ăn nhanh được phân biệt theo truyền thống bởi khả năng phục vụ đồ ăn qua đường lái xe đi qua. Các cửa hàng có thể là quầy hoặc ki-ốt, có thể không có chỗ che nắng mưa hoặc chỗ ngồi, hoặc nhà hàng thức ăn nhanh (còn được gọi là nhà hàng phục vụ nhanh).  Hoạt động nhượng quyền thương mại là một phần của chuỗi nhà hàng có thực phẩm tiêu chuẩn hóa được vận chuyển đến từng nhà hàng từ các địa điểm trung tâm.
Thức ăn nhanh bắt đầu với các cửa hàng cá và khoai tây chiên đầu tiên ở Anh vào những năm 1860. Các nhà hàng có đường lái xe qua lần đầu tiên được phổ biến vào những năm 1950 tại Hoa Kỳ. Thuật ngữ "thức ăn nhanh" đã được Merriam – Webster công nhận trong từ điển vào năm 1951.
Ăn thức ăn nhanh có liên quan đến bệnh tim mạch, ung thư đại trực tràng, béo phì, cholesterol cao, tình trạng kháng insulin và trầm cảm. Việc kiểm soát các yếu tố cản trở chế độ ăn uống và lối sống khác của người tiêu dùng thức ăn nhanh thường không làm giảm bớt các mối liên quan này và đôi khi nó củng cố mối liên hệ giữa việc tiêu thụ thức ăn nhanh và tỷ lệ tử vong. Nhiều loại thức ăn nhanh có xu hướng chứa nhiều chất béo bão hòa, đường, muối và calo.
Bữa tối truyền thống của gia đình ngày càng bị thay thế bởi việc tiêu thụ thức ăn nhanh mang đi. Do đó, thời gian đầu tư vào việc chuẩn bị thức ăn ngày càng giảm, với trung bình một phụ nữ ở Hoa Kỳ dành 47 phút mỗi ngày để chuẩn bị thức ăn và một người đàn ông trung bình dành 19 phút mỗi ngày vào năm 2013.

## Lịch sử

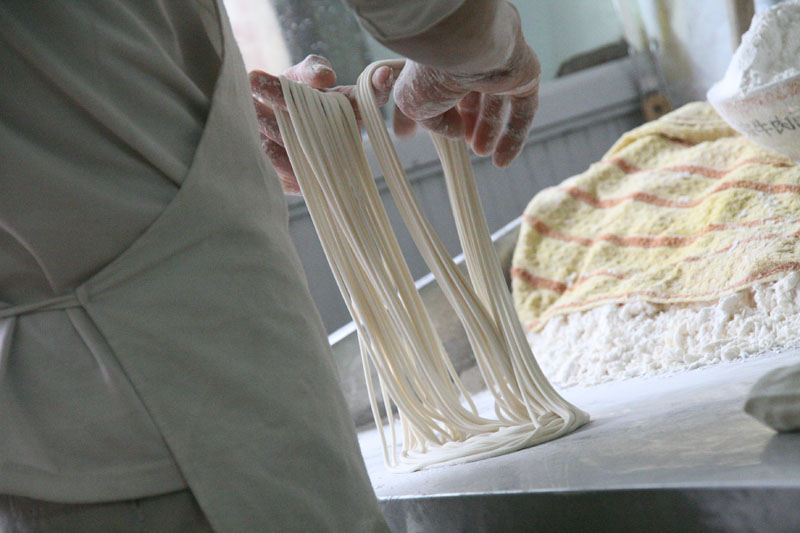
Kéo bột mì thành các sợi mỏng để tạo thành mì kéo

Khái niệm về thực phẩm nấu sẵn để bán được kết nối chặt chẽ với sự phát triển của đô thị. Những ngôi nhà ở các thành phố mới nổi thường thiếu không gian thích hợp hoặc không có đồ chuẩn bị thức ăn thích hợp. Ngoài ra, việc mua sắm nhiên liệu nấu ăn có thể đắt ngang với sản phẩm đã mua. Chiên thực phẩm trong các thùng dầu sôi sùng sục cũng nguy hiểm vì nó đắt tiền. Chủ nhà lo sợ rằng một ngọn lửa nấu nướng không cẩn thận "có thể dễ dàng thiêu rụi cả một khu phố". Vì vậy, người dân thành thị được khuyến khích mua các loại thịt hoặc tinh bột chế biến sẵn, chẳng hạn như bánh mì hoặc mì, bất cứ khi nào có thể. Ở La Mã cổ đại, các thành phố có các quầy hàng rong - một quầy lớn với một ngăn chứa ở giữa để đồ ăn hoặc thức uống được phục vụ. Đó là trong thời kỳ bùng nổ kinh tế Mỹ sau Thế chiến thứ hai, người Mỹ bắt đầu chi tiêu nhiều hơn và mua sắm nhiều hơn khi nền kinh tế phát triển vượt bậc và văn hóa chủ nghĩa tiêu dùng nở rộ. Do mong muốn mới có được tất cả, cùng với những bước tiến của phụ nữ trong khi đàn ông vắng nhà, cả hai thành viên trong gia đình bắt đầu làm việc bên ngoài gia đình. Đi ăn, trước đây được coi là xa xỉ, đã trở thành chuyện thường ngày, và sau đó là nhu cầu thiết yếu. Công nhân và các gia đình lao động cần dịch vụ nhanh chóng và thức ăn rẻ cho cả bữa trưa và bữa tối.

### Thế giới cũ tiền công nghiệp
Trong các thành phố cổ La Mã, phần lớn dân số đô thị sống trong insulae, vốn là khối chung cư nhiều tầng, phụ thuộc vào các nhà cung cấp thức ăn cho nhiều bữa ăn của họ; Khu chợ tự nó đóng vai trò như một thị trường nơi người La Mã có thể mua các loại bánh nướng và thịt đã được chế biến. Vào buổi sáng, bánh mì ngâm rượu được ăn như một món ăn nhanh và sau đó nấu các loại rau và món hầm ở popina, một loại hình ăn uống đơn giản. Ở châu Á, người Trung Quốc vào thế kỷ 12 ăn bột chiên, súp và bánh nhồi, tất cả những món này vẫn tồn tại như một món ăn nhẹ đương thời. Những người cùng thời Baghdadi của họ đã bổ sung các bữa ăn tự nấu bằng các loại đậu đã qua chế biến, mua tinh bột và thậm chí cả thịt chế biến sẵn. Trong suốt thời Trung cổ, các thị trấn lớn và các khu đô thị lớn như London và Paris đã hỗ trợ nhiều nhà cung cấp bán các món ăn như bánh nướng, bánh ngọt, chảo, bánh quế, bánh quế, bánh kếp và thịt nấu chín. Giống như ở các thành phố La Mã trong thời cổ đại, nhiều cơ sở trong số này phục vụ cho những người không có phương tiện để tự nấu thức ăn, đặc biệt là các hộ gia đình độc thân. Không giống như những cư dân thị trấn giàu có hơn, nhiều người thường không đủ tiền mua nhà ở với các thiết bị nhà bếp và do đó phải dựa vào thức ăn nhanh. Những khách du lịch như những người hành hương trên đường đến thánh địa, là một trong những khách hàng của loại thức ăn nhanh này.

### Vương quốc Anh

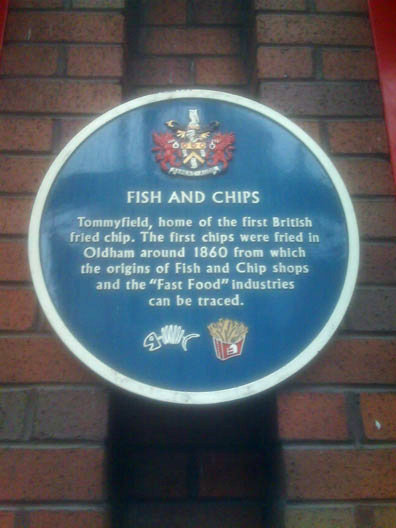
Phù điêu ở Oldham, Anh để kỷ niệm nguồn gốc của cá và khoai tây chiên và ngành công nghiệp thức ăn nhanh những năm 1860

Ở những khu vực tiếp cận với bờ biển hoặc thủy triều, 'thức ăn nhanh' thường bao gồm động vật có vỏ hoặc hải sản địa phương, chẳng hạn như hàu hoặc lươn như ở London. Thường hải sản này được nấu trực tiếp trên cầu cảng hoặc gần đó. Sự phát triển của nghề đánh cá bằng lưới kéo vào giữa thế kỷ 19 đã dẫn đến sự phát triển của món ăn cá và khoai tây chiên, và cửa hàng đầu tiên ở Anh vào năm 1860.

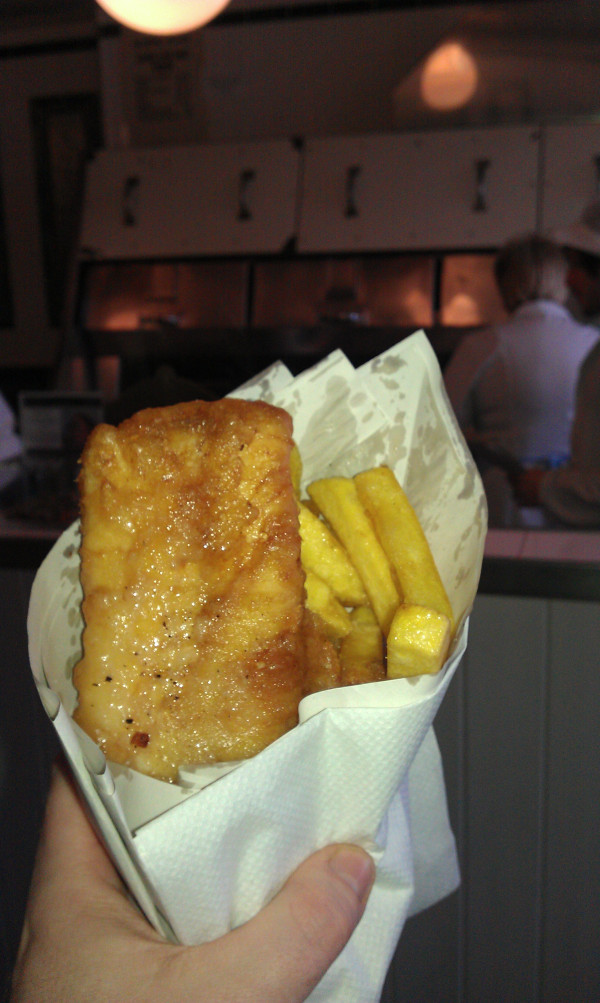
Cá và khoai tây chiên với bao bì

Một phù điêu xanh ở Chợ Tommyfield tại Oldham ghi lại nguồn gốc của các cửa hàng cá và khoai tây chiên và các ngành công nghiệp thức ăn nhanh. Là một loại thức ăn nhanh rẻ tiền được phục vụ trong bao bì, cá và khoai tây chiên đã trở thành một bữa ăn dự trữ của các tầng lớp lao động thời Victoria. Đến năm 1910, có hơn 25.000 cửa hàng bán cá và khoai tây chiên trên khắp Vương quốc Anh, và vào những năm 1920 đã có hơn 35.000 cửa hàng. Chuỗi nhà hàng thức ăn nhanh Harry Ramsden đã mở cửa hàng bán cá và khoai tây chiên đầu tiên ở Guiseley, West Yorkshire vào năm 1928. Vào một ngày duy nhất của năm 1952, cửa hàng này đã phục vụ 10.000 phần cá và khoai tây chiên, giành được vị trí trong sách kỷ lục Guinness.
Thức ăn nhanh của Anh có sự thay đổi đáng kể theo khu vực. Đôi khi tính chất vùng miền của một món ăn đã trở thành một phần văn hóa của khu vực tương ứng, chẳng hạn như món bánh ngọt kiểu Cornish và thanh Mars chiên giòn. Nhân của thức ăn nhanh bánh nướng rất đa dạng, với thịt gia cầm (chẳng hạn như gà) hoặc gà rừng thường được sử dụng. Kể từ sau Chiến tranh thế giới thứ hai, thịt gà tây đã được sử dụng thường xuyên hơn để tạo thức ăn nhanh. Vương quốc Anh cũng đã áp dụng thức ăn nhanh từ các nền văn hóa khác, chẳng hạn như bánh pizza, bánh mì doner kebab và cà ri. Gần đây, các lựa chọn thay thế lành mạnh hơn cho thức ăn nhanh thông thường cũng đã xuất hiện.

### Hoa Kỳ

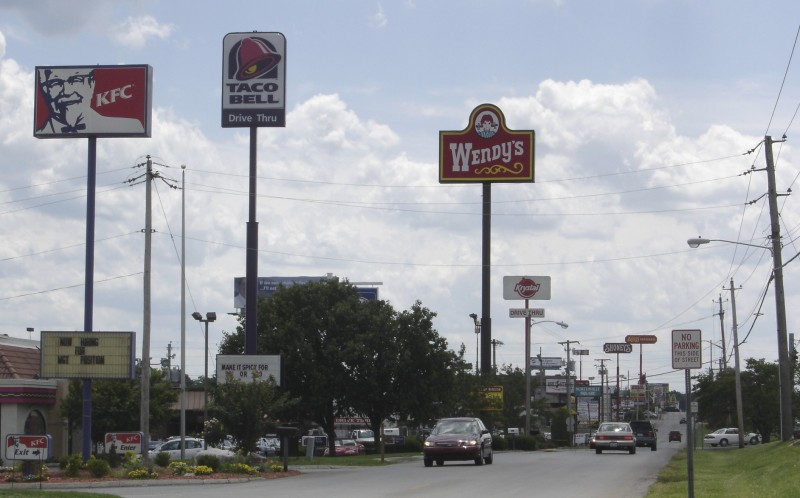
Bảng hiệu quảng cáo nhà hàng thức ăn nhanh liền kề nhau ở Bowling Green, Kentucky: Wendy's, KFC, Krystal và Taco Bell. Biển quảng cáo McDonald's có thể được nhìn thấy ở phía sau xa hơn.

Khi ô tô trở nên phổ biến và giá cả phải chăng hơn sau Thế chiến thứ nhất, các nhà hàng lái xe qua (drive-through) đã được phát triển. Công ty White Castle của Mỹ, do Billy Ingram và Walter Anderson thành lập ở Wichita, Kansas vào năm 1921, thường được ghi nhận là công ty đã mở cửa hàng thức ăn nhanh thứ hai và chuỗi cửa hàng bánh hamburger đầu tiên, bán hamburger với giá 5 cent mỗi chiếc. Walter Anderson đã xây dựng nhà hàng White Castle đầu tiên ở Wichita vào năm 1916, giới thiệu thực đơn hạn chế, nhà hàng bánh hamburger tốc độ cao, số lượng lớn, với chi phí thấp. Trong số những đổi mới của mình, công ty đã cho phép khách hàng xem trực tiếp quá trình chuẩn bị thức ăn. White Castle đã thành công ngay từ khi mới thành lập và tạo ra rất nhiều đối thủ cạnh tranh.
Nhượng quyền thương mại được A&W Root Beer giới thiệu vào năm 1921 với sản phẩm siro đặc biệt của mình. Howard Johnson's lần đầu tiên đưa ra khái niệm nhượng quyền nhà hàng vào giữa những năm 1930, chính thức tiêu chuẩn hóa thực đơn, bảng chỉ dẫn và quảng cáo.
Dịch vụ bên lề đường đã được giới thiệu vào cuối những năm 1920 và được huy động vào những năm 1940 khi các cửa hàng carhop bán xe trượt patin.
Hoa Kỳ có ngành công nghiệp thức ăn nhanh lớn nhất trên thế giới, và các nhà hàng thức ăn nhanh của Mỹ có mặt tại hơn 100 quốc gia. Khoảng 5,4 hàng triệu công nhân Hoa Kỳ đang làm việc trong các lĩnh vực chuẩn bị thực phẩm và phục vụ thực phẩm, bao gồm cả đồ ăn nhanh ở Hoa Kỳ tính đến năm 2018. Lo lắng về đại dịch béo phì và các bệnh liên quan đã thôi thúc nhiều quan chức chính quyền địa phương ở Hoa Kỳ đề xuất hạn chế hoặc điều chỉnh các nhà hàng thức ăn nhanh. Tuy nhiên, những người trưởng thành ở Mỹ không sẵn sàng thay đổi mức tiêu thụ thức ăn nhanh của họ ngay cả khi đối mặt với chi phí gia tăng và tỷ lệ thất nghiệp đặc trưng do đại suy thoái, cho thấy nhu cầu sử dụng không co giãn. Tuy nhiên, một số khu vực bị ảnh hưởng nhiều hơn những khu vực khác. Ví dụ, ở Quận Los Angeles, khoảng 45% nhà hàng ở Nam Trung tâm Los Angeles là chuỗi cửa hàng thức ăn nhanh hoặc nhà hàng có chỗ ngồi tối thiểu. Để so sánh, chỉ 16% trong số những nhà hàng ở Westside là những nhà hàng như vậy.

#### Điều kiện làm việc
Dự án Luật Việc làm Quốc gia Hoa Kỳ vào năm 2013 ghi rõ, "theo một nghiên cứu của các nhà nghiên cứu tại Đại học California-Berkeley, hơn một nửa (52%) công nhân kinh doanh thức ăn nhanh phải dựa vào ít nhất một chương trình hỗ trợ công cộng để hỗ trợ gia đình của họ. Kết quả là, mô hình kinh doanh trong ngành công nghiệp thức ăn nhanh với mức lương thấp, lợi ích không tồn tại và thời gian làm việc hạn chế đã khiến người nộp thuế tiêu tốn trung bình gần 7 tỷ USD mỗi năm ". Họ tuyên bố rằng khoản tài trợ này cho phép những người lao động này "đủ tiền chăm sóc sức khỏe, thực phẩm và các nhu cầu cơ bản khác".

## Phục vụ cho khách đang di chuyển

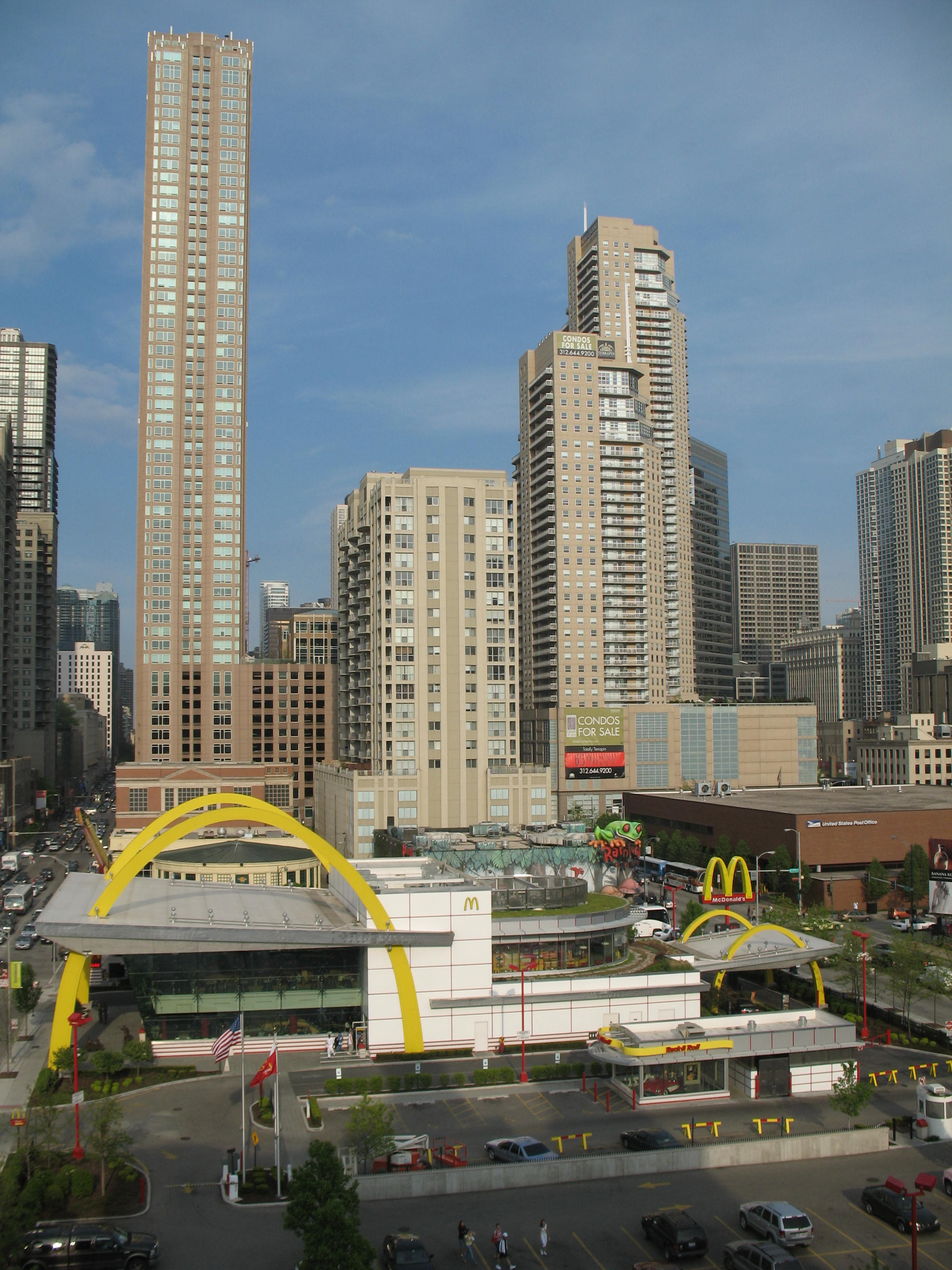
Hai làn lái xe qua đầu tiên của McDonald's tại Rock N Roll McDonald's ở Chicago.

Các cửa hàng thức ăn nhanh là những nhà cung cấp mang đi hoặc mang về hứa hẹn sẽ phục vụ nhanh chóng. Các cửa hàng thức ăn nhanh như vậy thường đi kèm với dịch vụ "lái xe qua" cho phép khách hàng đặt và lấy thức ăn từ xe của họ. Những người khác có khu vực chỗ ngồi trong nhà hoặc ngoài trời, nơi khách hàng có thể dùng bữa tại chỗ. Sự bùng nổ của các dịch vụ CNTT đã cho phép khách hàng đặt thức ăn từ nhà của họ thông qua các ứng dụng điện thoại thông minh của họ trong thời gian gần đây. 
Gần như ngay từ khi ra đời, thức ăn nhanh đã được thiết kế để ăn "khi đang di chuyển", thường không cần đến dao kéo truyền thống và được ăn như một món ăn nhẹ. Các mục menu thông thường tại các cửa hàng thức ăn nhanh bao gồm cá và khoai tây chiên, bánh mì sandwich, pitas, hamburger, gà rán, khoai tây chiên, hành tây chiên, cốm gà, tacos, bánh pizza, xúc xích, và kem lạnh, mặc dù nhiều nhà hàng thức ăn nhanh cung cấp các đồ ăn "chậm" như ớt, khoai tây nghiền và xà lách.

### Cây xăng
Các cửa hàng tiện lợi nằm trong nhiều trạm xăng / xăng bán bánh mì đóng gói sẵn, bánh rán và đồ ăn nóng. Nhiều trạm xăng ở Hoa Kỳ và Châu Âu cũng bán thực phẩm đông lạnh và có lò vi sóng trong khuôn viên để chế biến chúng. Trạm xăng ở Úc bán các loại thực phẩm như bánh nướng nóng, bánh mì sandwich và thanh sô cô la, những thứ mà khách hàng có thể dễ dàng tiếp cận khi đang trong hành trình của họ. Cây xăng là nơi thường mở cửa nhiều giờ, mở cửa trước và sau giờ giao dịch của các cửa hàng thông thường nên người tiêu dùng rất dễ tiếp cận.

### Người bán hàng rong và nhượng quyền

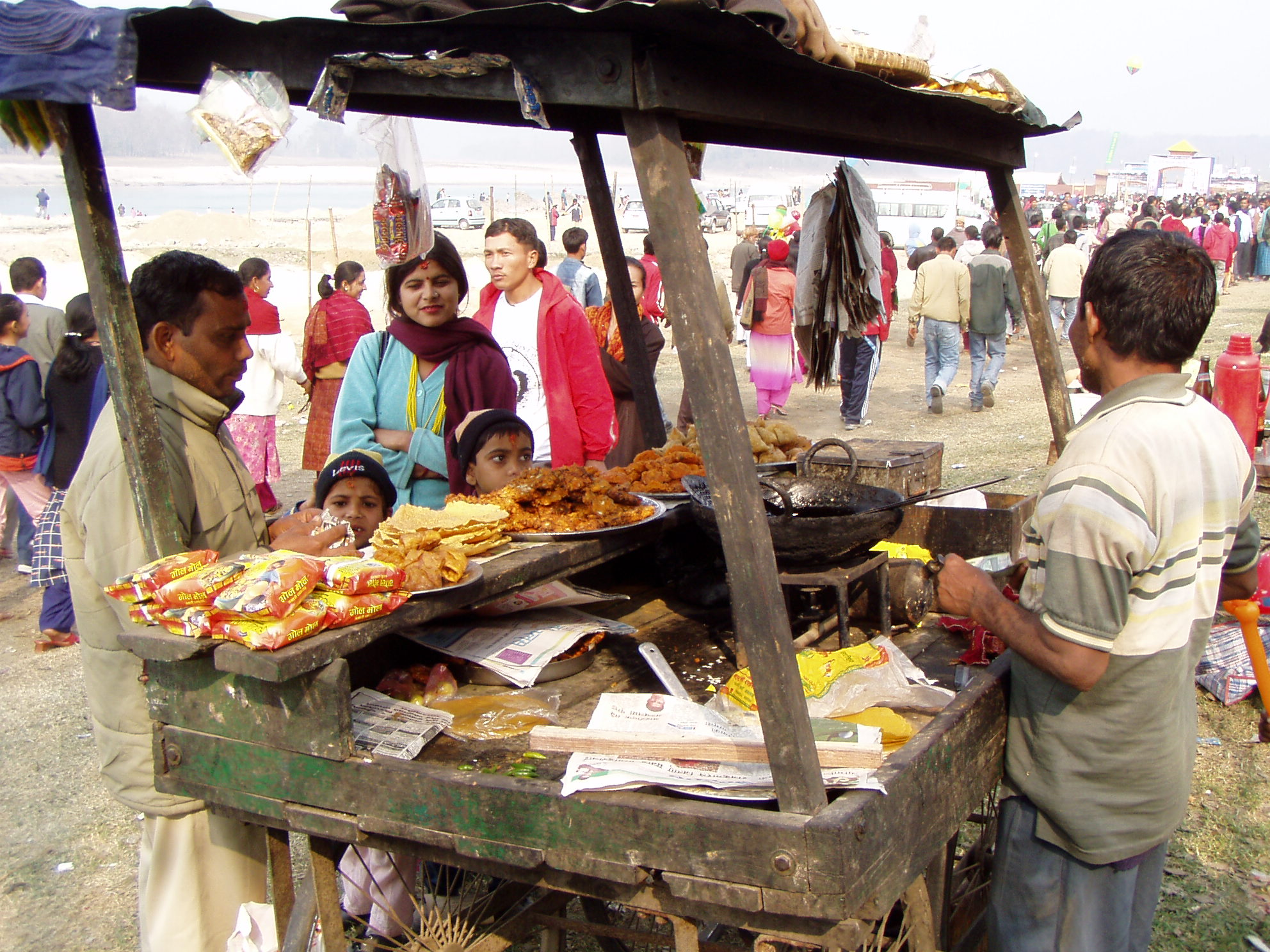
Người bán hàng rong bán đồ ăn nhanh ở Nepal

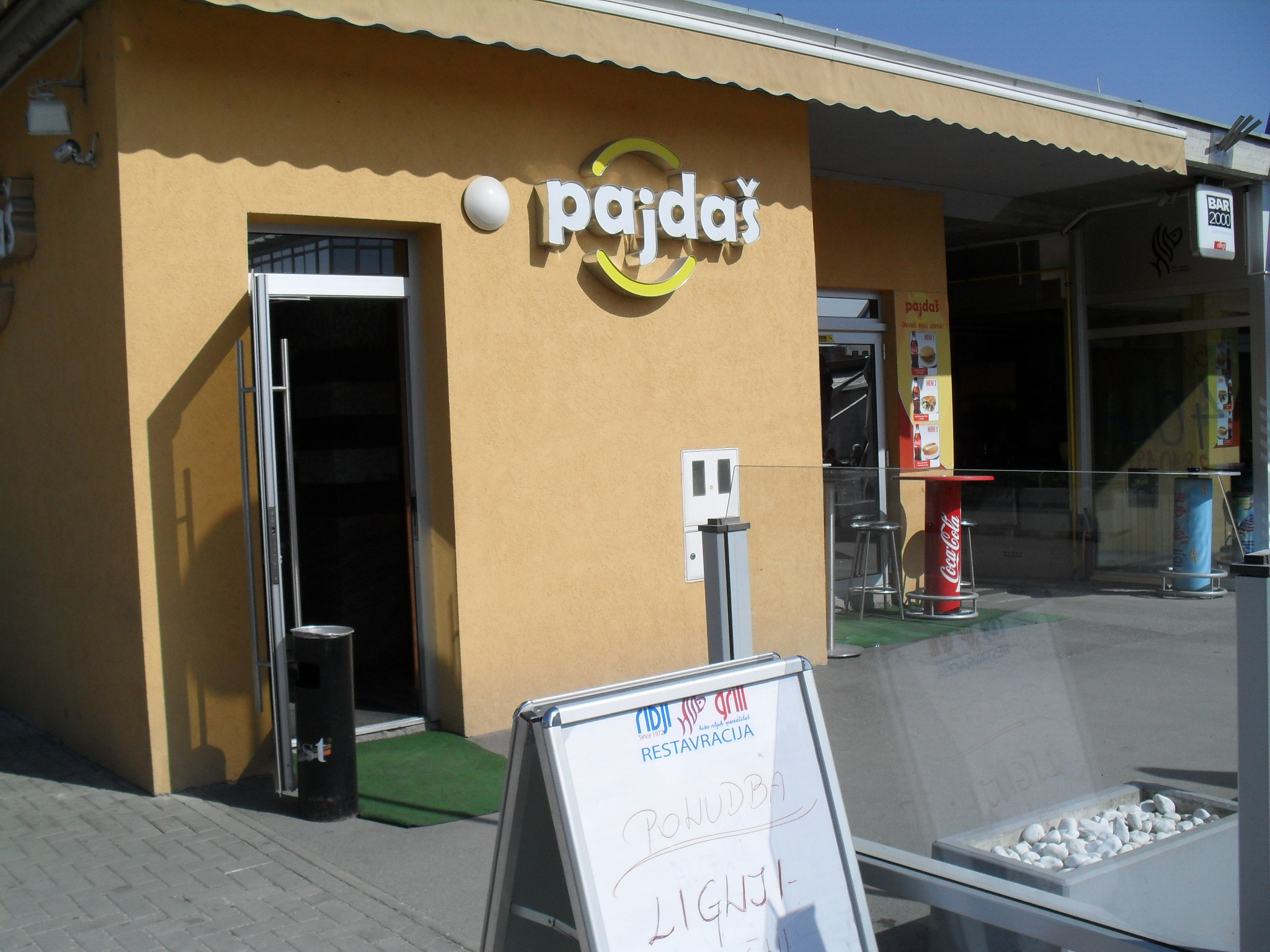
Nhà hàng thức ăn nhanh ở Đông Âu: The Pajdaš (trong tiếng địa phương Prekmurje là Buddy), Murska Sobota Slovenia.

Thức ăn đường phố truyền thống có sẵn trên khắp thế giới, thường thông qua các nhà cung cấp nhỏ và độc lập hoạt động từ xe đẩy, bàn, bếp nướng di động hoặc xe cơ giới. Các ví dụ phổ biến bao gồm các quán bán phở Việt Nam, quầy bán falafel Trung Đông, xe xúc xích ở Thành phố New York và xe tải bánh taco. Những người bán Turo-Turo (Tagalog có nghĩa là điểm-điểm) là một nét đặc trưng của cuộc sống Philippines. Thông thường, những người bán hàng rong tạo ra một loạt các lựa chọn thức ăn đa dạng và đầy màu sắc được thiết kế để hấp dẫn người qua đường và thu hút càng nhiều sự chú ý càng nhanh càng tốt.
Nhiều người bán hàng rong có thể chuyên về các loại thực phẩm cụ thể; thông thường, chúng là đặc trưng của một truyền thống văn hóa hoặc dân tộc nhất định tùy thuộc vào khu vực. Ở một số nền văn hóa, thông thường những người bán hàng rong rao giá, hát hoặc hô hào bán hàng, chơi nhạc hoặc tham gia vào các hình thức "sân khấu đường phố" khác để thu hút khách hàng tiềm năng. Trong một số trường hợp, điều này có thể thu hút nhiều sự chú ý hơn là thức ăn.

## Nấu nướng

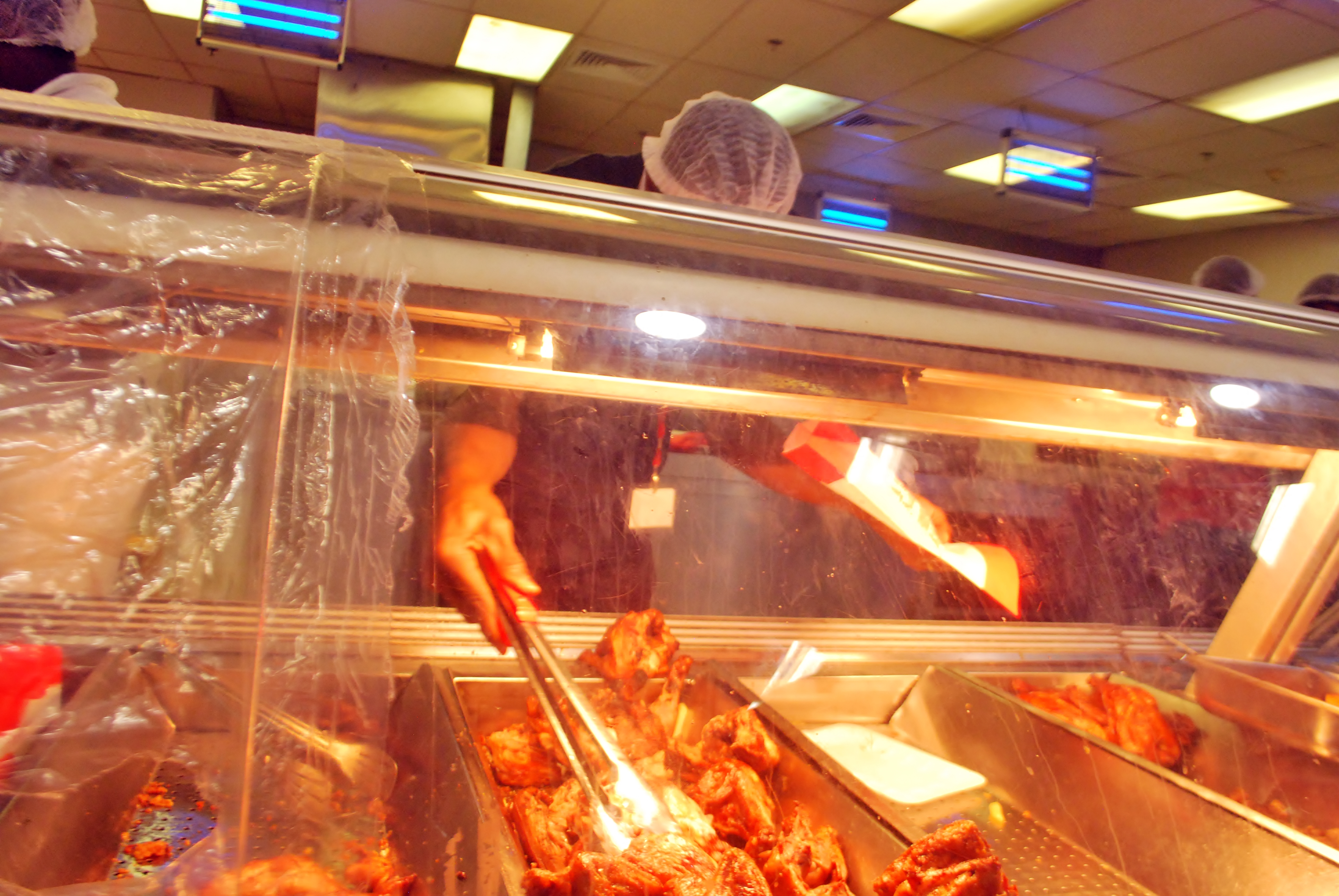
Đồ ăn nhanh ở Ilorin, Kwara

Thức ăn nhanh thương mại hiện đại thường được chế biến và chuẩn bị theo quy trình công nghiệp, tức là ở quy mô lớn với các nguyên liệu tiêu chuẩn và phương pháp sản xuất và nấu nướng được tiêu chuẩn hóa. Nó thường được phục vụ nhanh chóng trong các thùng hoặc túi hoặc trong bao bì nhựa, với mục đích giảm thiểu chi phí. Trong hầu hết các hoạt động kinh doanh thức ăn nhanh, các món trong thực đơn thường được làm từ các nguyên liệu đã qua chế biến được chuẩn bị tại cơ sở cung cấp trung tâm và sau đó được vận chuyển đến các cửa hàng riêng lẻ, nơi chúng được hâm nóng, nấu chín (thường bằng lò vi sóng hoặc chiên giòn) hoặc được ghép lại trong một khoảng thời gian ngắn. Quá trình này đảm bảo một mức chất lượng sản phẩm nhất quán. Đó là chìa khóa để có thể giao đơn hàng nhanh chóng cho khách hàng và loại bỏ chi phí nhân công và thiết bị trong các cửa hàng riêng lẻ.
Do thương mại chú trọng vào sự nhanh chóng, đồng nhất và giá thành rẻ, các sản phẩm thức ăn nhanh thường được chế biến với các thành phần được pha chế để đạt được hương vị nhất định hoặc tính nhất quán và để giữ được độ tươi của sản phẩm.

### Các biến thể

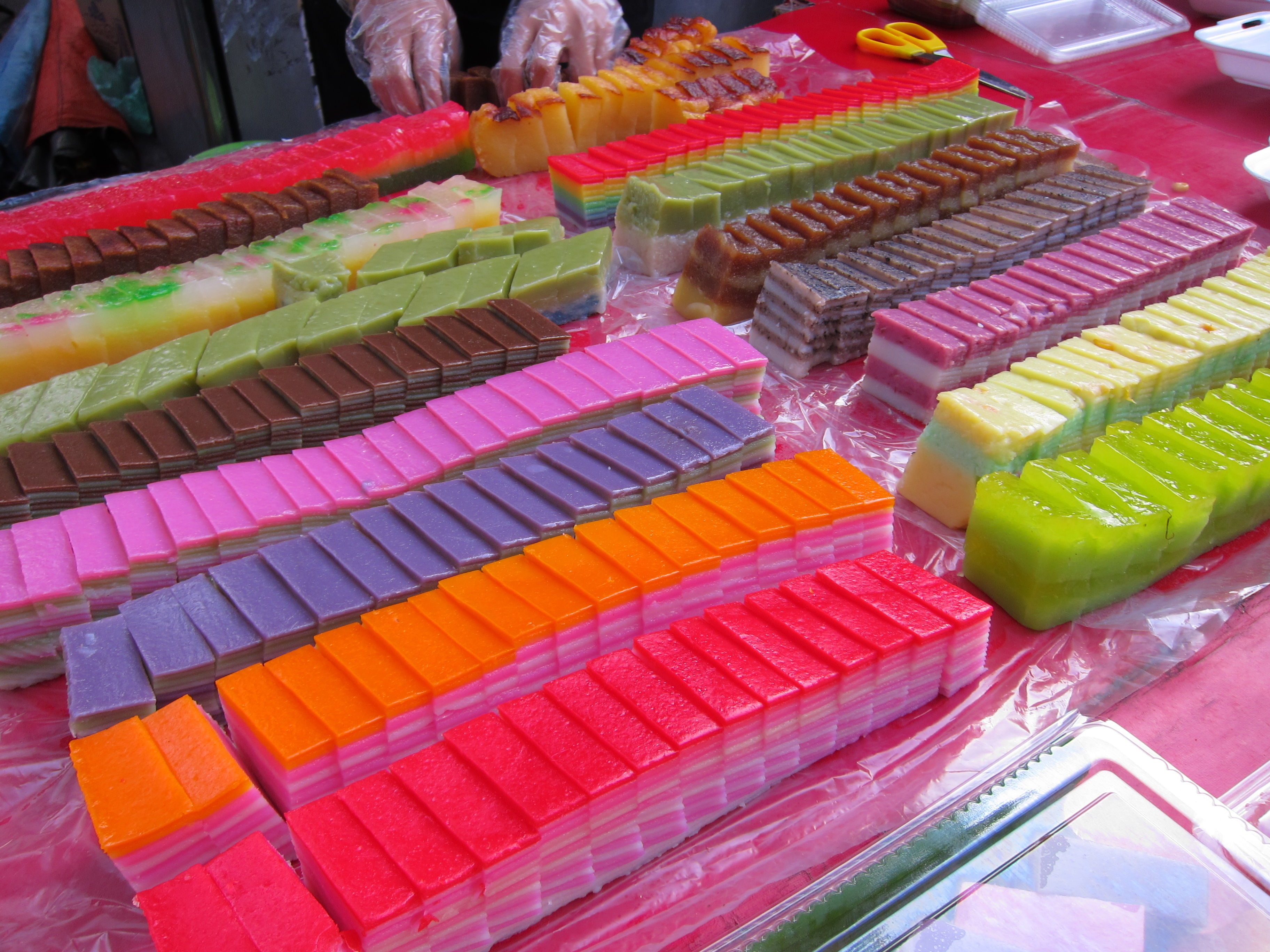
Nhiều loại bánh ngọt bán tại khu chợ người Hoa ở Mã Lai được coi là thức ăn nhanh

Các nhà hàng mang đi/mang về của Trung Quốc đặc biệt phổ biến ở các nước phương Tây như Mỹ và Anh. Các cửa hàng này thường cung cấp nhiều loại đồ ăn châu Á (không phải lúc nào cũng là đồ ăn Trung Quốc), thường được chiên rán. Hầu hết các món là một số dạng mì, cơm hoặc thịt. Trong một số trường hợp, thức ăn được trình bày như một món ăn nhẹ, đôi khi là tự phục vụ. Khách hàng chọn kích thước hộp mà họ muốn mua và sau đó có thể tự do đổ đầy thực phẩm mà họ lựa chọn. Người ta thường kết hợp nhiều lựa chọn trong một thùng hàng và một số cửa hàng tính phí theo khối lượng chứ không phải theo mặt hàng. Ở các thành phố lớn, các nhà hàng này có thể giao hàng miễn phí cho những đơn hàng mua với số lượng tối thiểu.

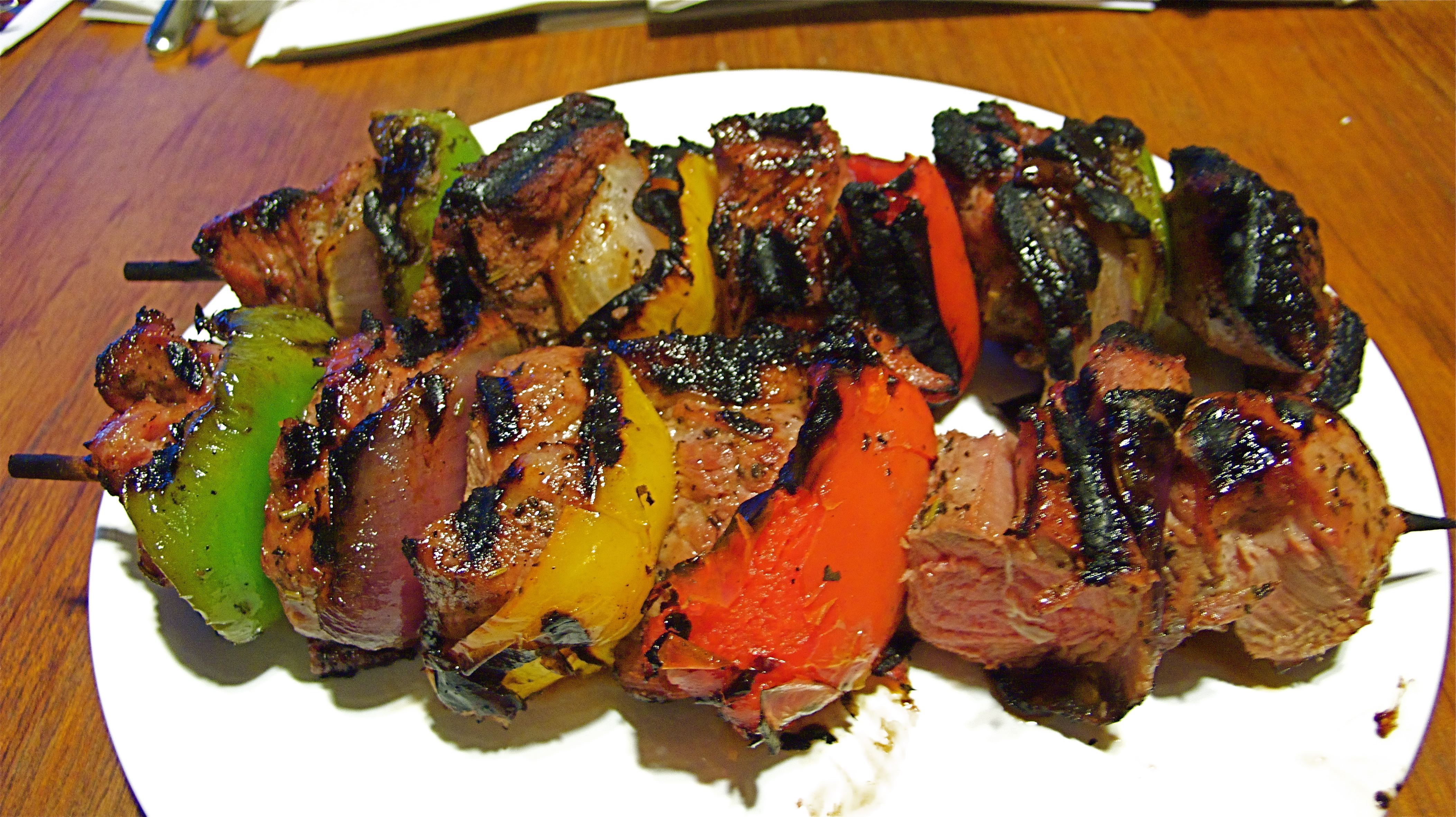
Thịt cừu shish kebab

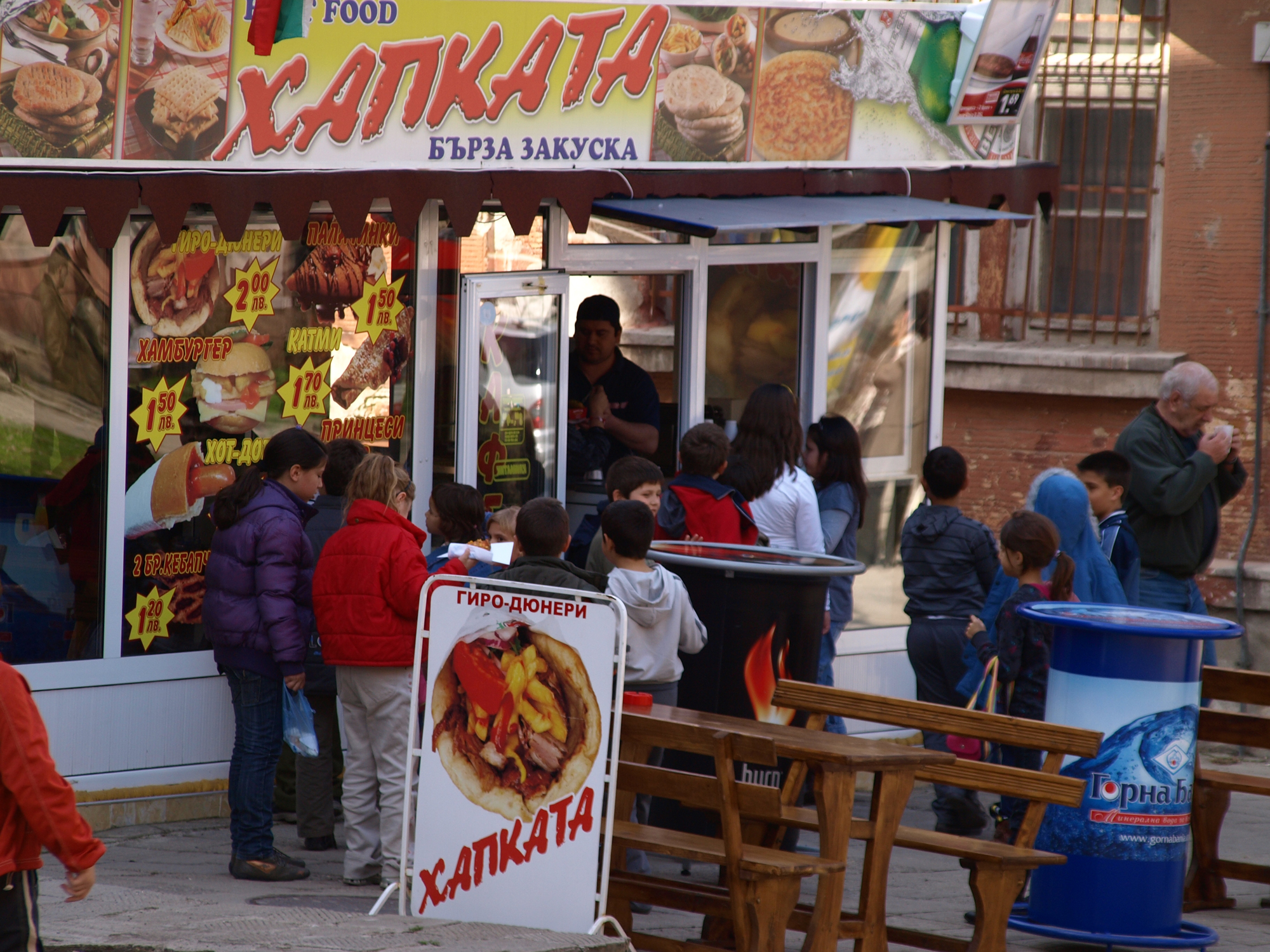
Một ki-ốt bán đồ ăn nhanh ở Yambol, Bulgaria

Pizza là một loại thức ăn nhanh phổ biến ở Hoa Kỳ, với các chuỗi trên toàn quốc gia này bao gồm Papa John's, Domino's Pizza, Sbarro và Pizza Hut. Pizza chỉ đứng sau ngành công nghiệp bánh mì kẹp thịt trong việc cung cấp calo thức ăn nhanh cho trẻ em. Thực đơn được tiêu chuẩn hóa và hạn chế hơn so với tiệm bánh pizza truyền thống và có các dịch vụ giao bánh pizza.
Kebab house là một dạng nhà hàng thức ăn nhanh từ Trung Đông, đặc biệt là Thổ Nhĩ Kỳ và Lebanon. Thịt được bào từ một quán bánh mì rotisserie, và được phục vụ trên một chiếc bánh mì dẹt đã được ủ nóng với salad và các lựa chọn về nước sốt và xốt. Những miếng thịt doner kebab hoặc shawarma này khác với shish kebab được gắn vào que. Các cửa hàng Kebab cũng được tìm thấy trên khắp thế giới, đặc biệt là Châu Âu, New Zealand và Úc nhưng nhìn chung chúng ít phổ biến hơn ở Mỹ.
Cửa hàng cá và khoai tây chiên là một dạng của hàng thức ăn nhanh phổ biến ở Vương quốc Anh, Úc và New Zealand. Cá được đập dập và sau đó chiên giòn, và ăn kèm với các thanh khoai tây chiên giòn.

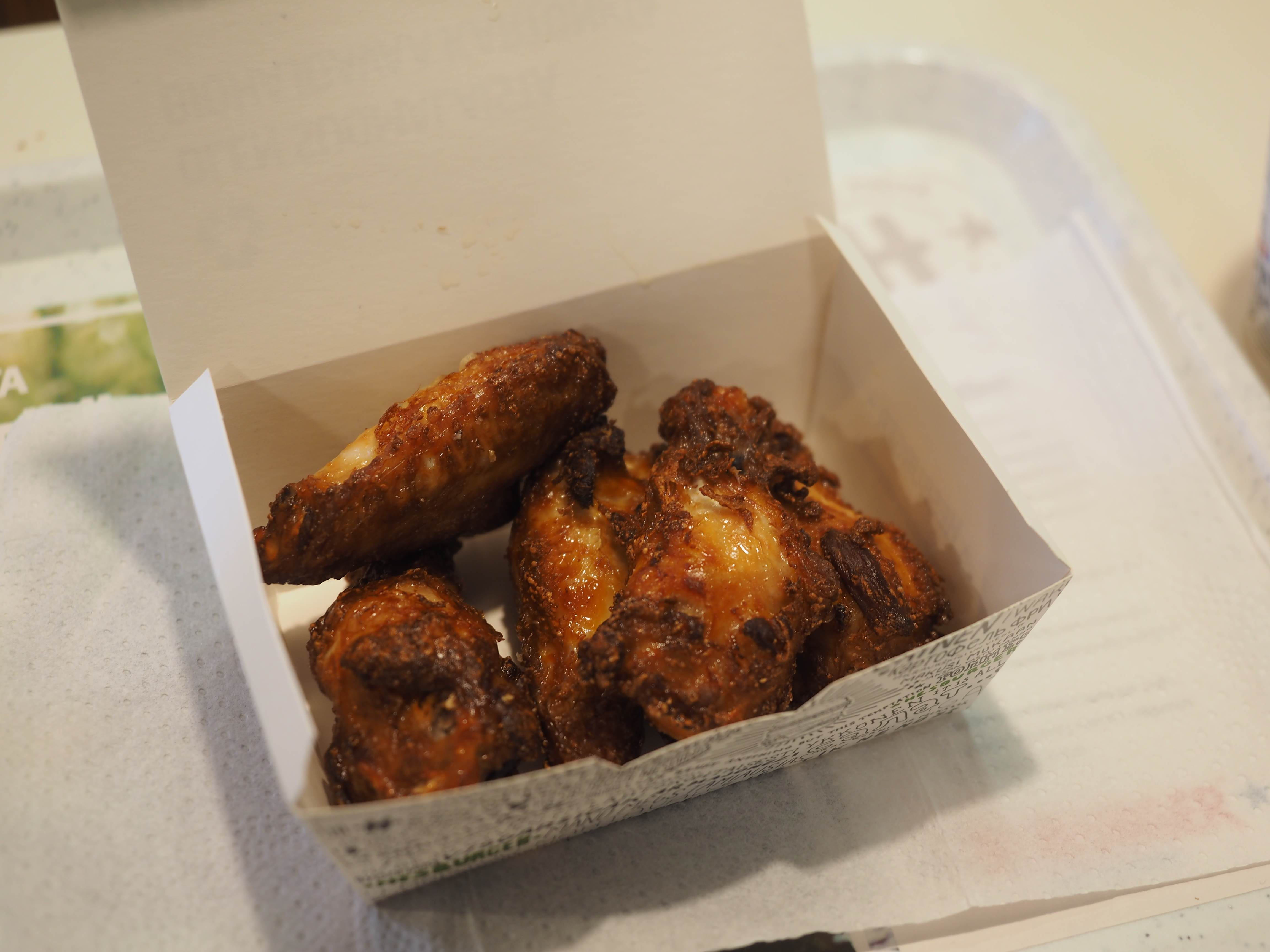
Một hộp năm cánh gà, được phục vụ tại một nhà hàng thức ăn nhanh Hesburger ở Helsinki, Phần Lan.

Người Hà Lan có các loại thức ăn nhanh của riêng họ. Một bữa ăn nhanh kiểu Hà Lan thường bao gồm một phần khoai tây chiên (gọi là friet hoặc patat) với nước sốt và một sản phẩm thịt. Nước sốt phổ biến nhất để ăn kèm với khoai tây chiên là fritessaus. Nó là một chất thay thế mayonnaise ngọt ngào, có vị giấm và ít chất béo, mà người Hà Lan vẫn gọi là "mayonnaise". Khi đặt hàng, nó rất thường được viết tắt là met (nghĩa đen là "với"). Các loại sốt phổ biến khác là sốt cà chua hoặc sốt cà chua gia vị ("cà ri"), sốt đậu phộng kiểu Indonesia ("satésaus" hoặc "pindasaus") hoặc piccalilli. Đôi khi khoai tây chiên được phục vụ với sự kết hợp của nước sốt, nhất nổi tiếng speciaal (đặc biệt): mayonnaise, với (gia vị) và sốt cà chua xắt nhỏ hành tây; và oorlog (nghĩa đen là "chiến tranh"): sốt mayonnaise và nước sốt đậu phộng (đôi khi cũng có tương cà và hành tây cắt nhỏ). Sản phẩm thịt thường là một món ăn nhẹ chiên giòn; này bao gồm các frikandel (xúc xích băm thịt không da chiên), và kroket (món ra gu chiên thịt bọc trong vụn bánh mì).

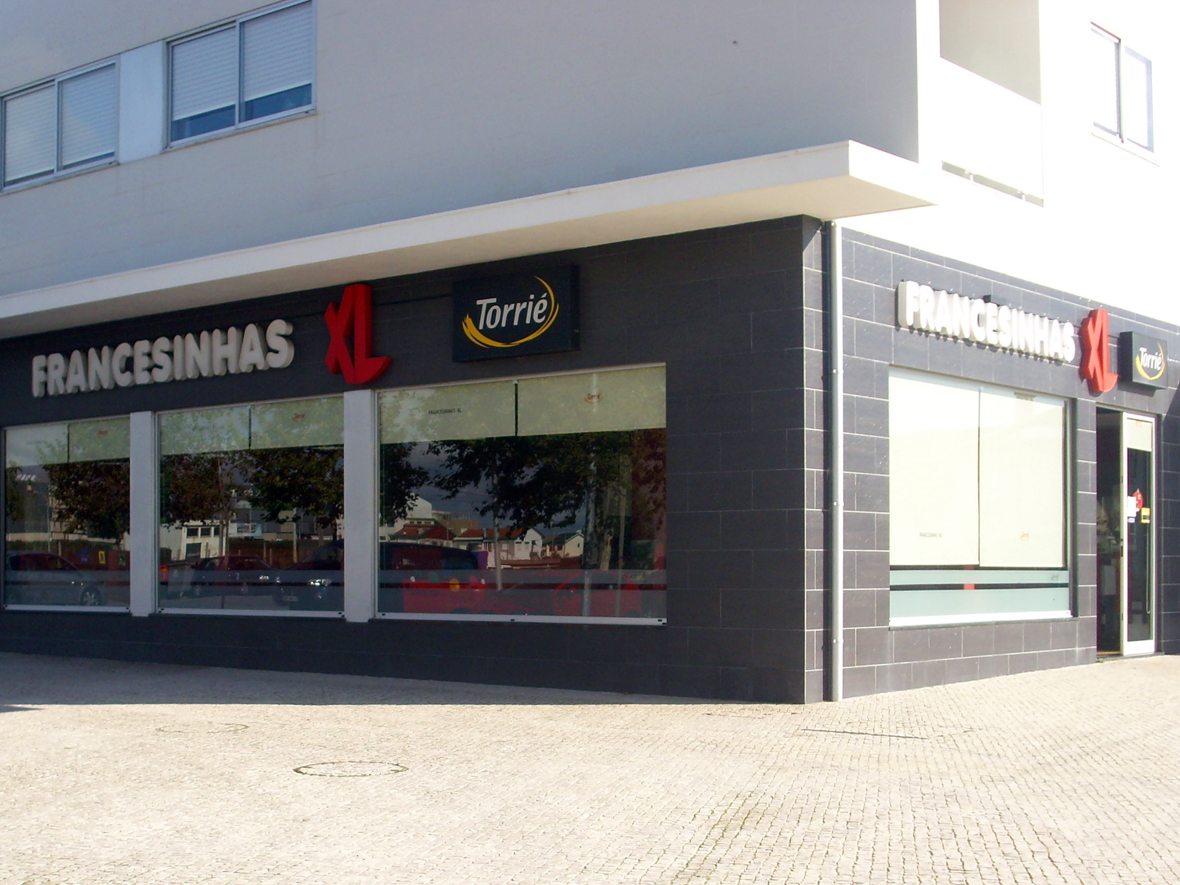
Địa điểm bán đồ ăn nhanh ở Bồ Đào Nha

Ở Bồ Đào Nha, có một số loại thức ăn nhanh và nhà hàng địa phương chuyên phục vụ loại hình ẩm thực địa phương này. Một số loại thực phẩm phổ biến nhất bao gồm frango assado ( gà nướng Piri-piri đã ướp trước đó), francesinha, francesinha poveira, espetada (thịt gà tây hoặc thịt lợn trên hai que) và bifanas (thịt lợn cắt miếng trong một loại nước sốt cụ thể được bán như một chiếc bánh sandwich). Loại thức ăn này cũng thường được bán kèm với khoai tây chiên (gọi là batatas fritas), một số chuỗi cửa hàng quốc tế bắt đầu xuất hiện chuyên về một số món ăn nhanh điển hình của Bồ Đào Nha như Nando's.

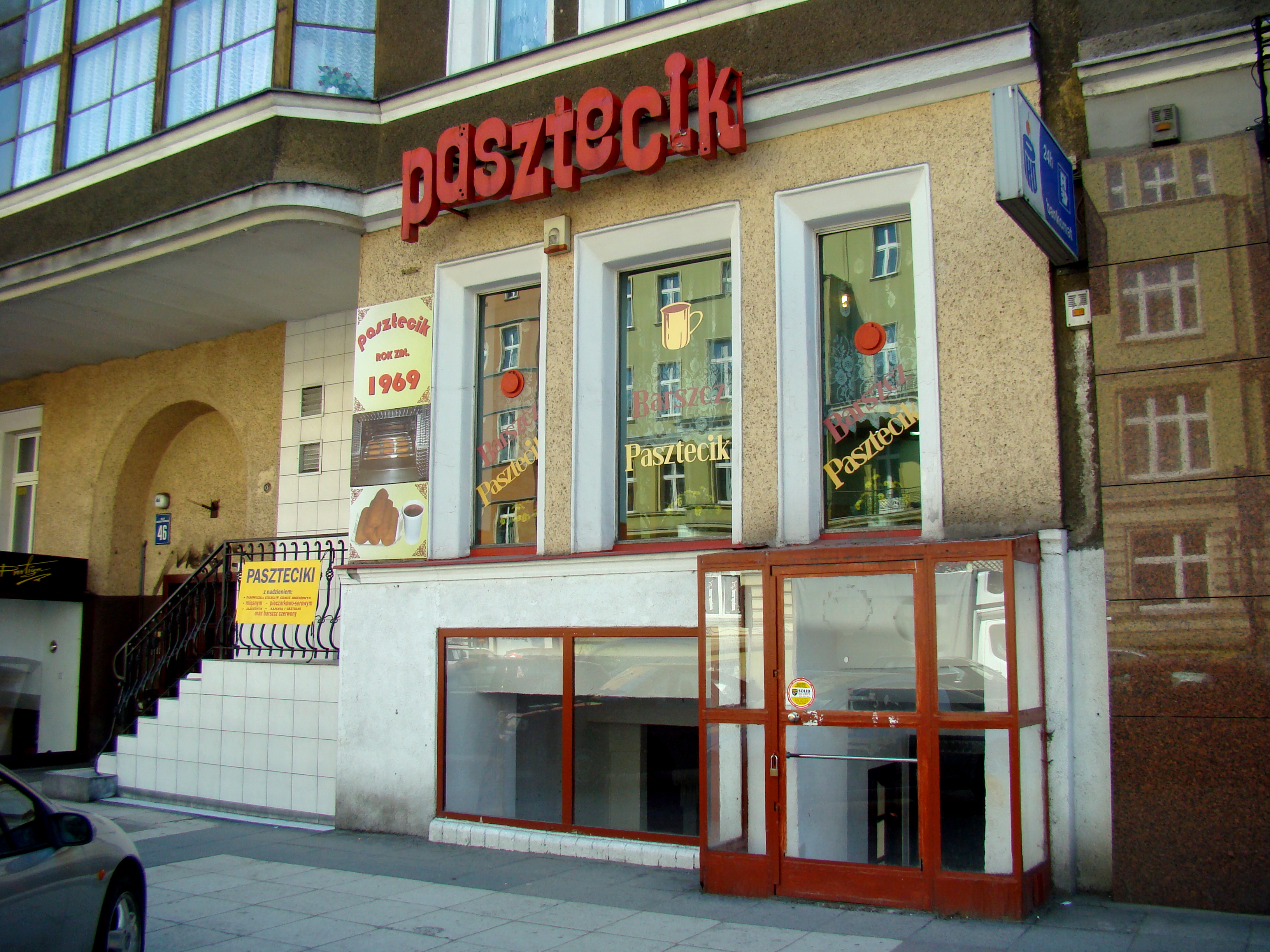
Một nhà hàng nhỏ với món pasztecik szczeciński ở Szczecin, Ba Lan

Một ví dụ về thức ăn nhanh địa phương ở Ba Lan là pasztecik szczeciński, một loại bột chiên giòn với nhân thịt hoặc nhân chay, món ăn nhanh đặc trưng của thành phố Szczecin nổi tiếng ở nhiều thành phố khác trong nước. Đây là một món ăn nằm trong Danh sách sản phẩm truyền thống của Ba Lan. Quán bar đầu tiên phục vụ món pasztecik szczeciński, Bar "Pasztecik" được thành lập vào năm 1969, nằm trên Đại lộ 46 Wojska Polskiego ở Szczecin.
Thức ăn nhanh điển hình của các thành phố Đông Á là quán bán mì nước. Bánh mì phẳng và bánh mì falafel ngày nay phổ biến ở Trung Đông. Các món ăn nhanh phổ biến của Ấn Độ bao gồm vada pav, panipuri và dahi vada. Ở các quốc gia nói tiếng Pháp ở Tây Phi, các quán ven đường trong và xung quanh các thành phố lớn vẫn tiếp tục bán — như cách họ đã làm trong nhiều thế hệ — một loạt các loại que thịt nướngsẵn, được dân địa phương gọi là brochettes (tránh nhầm lẫn với bánh mì snack cùng tên có bán ở Châu Âu).

## Kinh doanh
Tại Hoa Kỳ, người tiêu dùng đã chi 160 tỷ USD mua đồ ăn nhanh trong năm 2012 (tăng từ 6 tỷ USD năm 1970). Năm 2013, ngành công nghiệp nhà hàng của Mỹ có tổng doanh thu dự kiến là 660,5 tỷ USD. Thức ăn nhanh đã và đang mất thị phần vào tay các nhà hàng ăn nhanh bình dân, nơi cung cấp các món ăn đa dạng và đắt tiền hơn. Do sự cạnh tranh này, các công ty khổng lồ chuyên về thức ăn nhanh đã chứng kiến sự sụt giảm đáng kể trong doanh số bán hàng của họ. Trong khi doanh số bán đồ ăn nhanh nói chung giảm, số lượng người Mỹ đến ăn ở các nhà hàng này "một lần một tháng hoặc" một vài lần một năm "" đã tăng lên.
Trái ngược với phần còn lại của thế giới, công dân Mỹ chi tiêu ít hơn nhiều trong thu nhập cho thực phẩm - phần lớn là do các khoản trợ cấp khác nhau của chính phủ giúp thức ăn nhanh rẻ và dễ tiếp cận. Thực phẩm bán trong nhà hàng thức ăn nhanh, có giá thấp hơn và giàu năng lượng hơn, và được làm chủ yếu từ các sản phẩm mà chính phủ trợ cấp nhiều: ngô, đậu nành và thịt bò.
Thị trường thức ăn nhanh của Úc được định giá hơn 2,7 tỷ GPB và bao gồm 1,4 tỷ bữa ăn nhanh. Điều này bao gồm các bữa ăn được phục vụ tại 17.000 cửa hàng thức ăn nhanh. Thị trường thức ăn nhanh có tốc độ tăng trưởng trung bình hàng năm là 6,5%, là lĩnh vực phát triển nhanh nhất của thị trường thức ăn bán lẻ.

## Quảng cáo

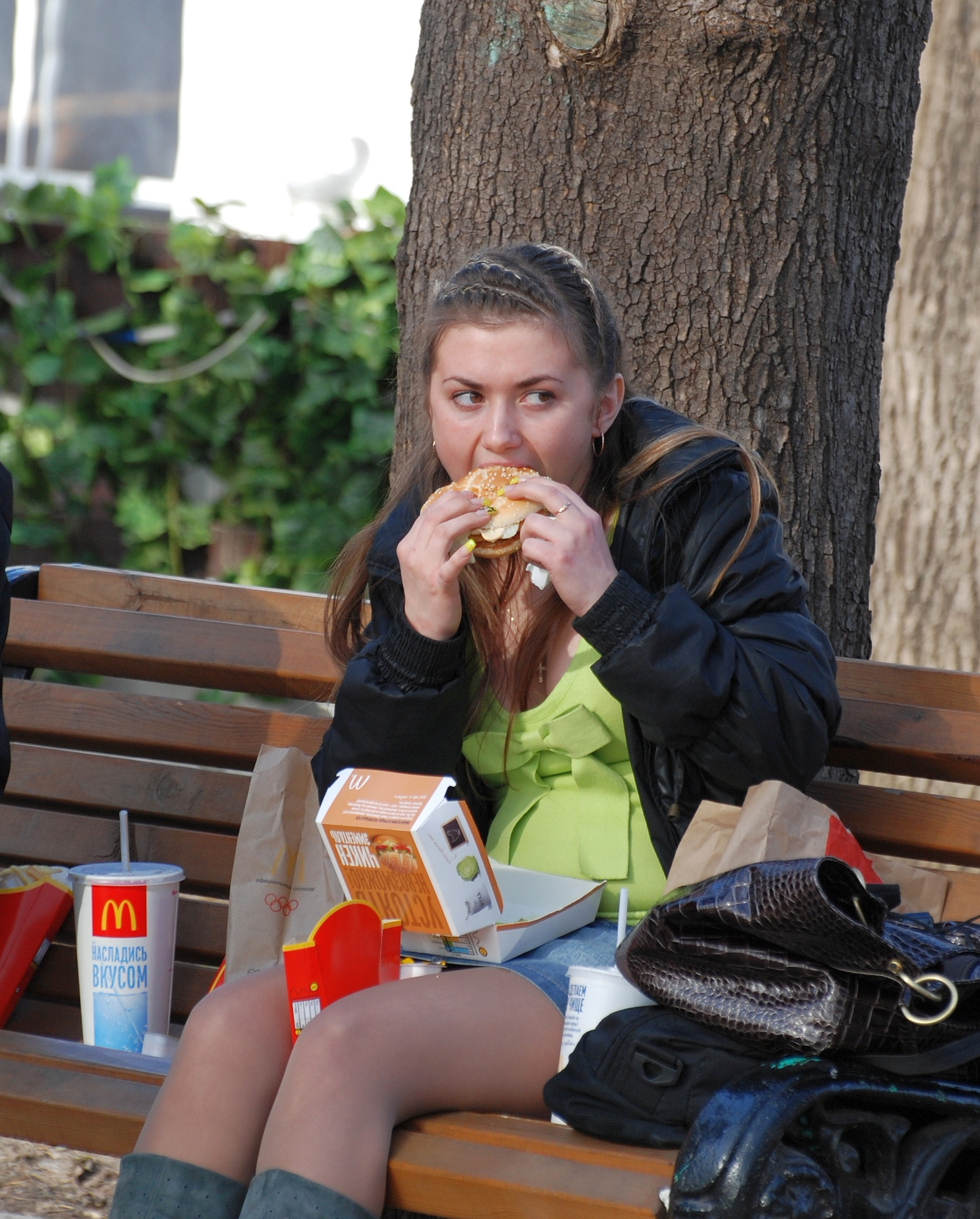
Một cô gái Nga đang ăn thức ăn nhanh

Trong năm 2012, các nhà hàng thức ăn nhanh đã chi khoảng 4,6 tỷ đô la Mỹ cho các chiến dịch quảng cáo, tăng 8% so với năm 2009. Trong cùng khoảng thời gian trên, McDonald's đã chi tiêu cho quảng cáo nhiều gấp gần ba lần so với tất cả các loại nước, sữa và các nhà quảng cáo khác cộng lại.
Một nghiên cứu các nhà nghiên cứu từ Trường Y Geisel thuộc Đại học Dartmouth thực hiện đã cho thấy kết quả cho thấy rằng khi trẻ em xem truyền hình thương mại nhiều hơn (và xem nhiều quảng cáo về thức ăn nhanh hơn), chúng có xu hướng yêu cầu đến các nhà hàng thức ăn nhanh sau đó nhiều hơn. Cụ thể, các nhà hàng thức ăn nhanh đã và đang tăng cường nỗ lực quảng cáo nhắm vào giới trẻ Da đen và Tây Ban Nha. Một báo cáo năm 2021 từ Trung tâm Chính sách Thực phẩm & Béo phì Rudd chỉ ra rằng các nhà hàng thức ăn nhanh đã chi khoảng 318 triệu đô la cho các kênh truyền hình nói tiếng Tây Ban Nha. Báo cáo tương tự cho thấy các nhà hàng thức ăn nhanh đã chi khoảng 99 triệu đô la cho các kênh truyền hình đa số người da đen. Các nhóm thanh niên da đen xem quảng cáo thức ăn nhanh về nhiều hơn các nhóm thanh niên da trắng. Quảng cáo trên các kênh nói tiếng Tây Ban Nha đã tăng 8% trong năm 2012, với KFC và Burger King tăng chi tiêu cho nhóm nhân khẩu học này lên 35% trong khi cắt giảm quảng cáo thông thường của họ trong các kênh nói tiếng Anh.
Hội đồng Kinh doanh Tốt hơn đã bắt đầu Sáng kiến Quảng cáo Thực phẩm và Đồ uống cho Trẻ em vào năm 2006, trong đó yêu cầu các công ty thức ăn nhanh cam kết "chỉ quảng cáo các sản phẩm tốt cho sức khỏe hơn cho trẻ em" với sự ký kết của McDonald's và Burger King. Tuy nhiên, mặc dù quảng cáo thực phẩm có lợi cho sức khỏe tăng nhẹ, nhưng hiệu quả của sáng kiến này vẫn bị tranh cãi bởi các nghiên cứu cho thấy rằng "trẻ em không thể nhớ hoặc xác định các loại thực phẩm có lợi cho sức khỏe trong quảng cáo và 81% trong số 99 trẻ từ 3 đến 7 tuổi trong nghiên cứu đó đã gợi lại món khoai tây chiên “mặc dù không có món khoai tây chiên nào trong quảng cáo.

## Việc làm
Theo Cục Thống kê Lao động Hoa Kỳ, khoảng 4,1 triệu công nhân Hoa Kỳ đang làm việc trong lĩnh vực chuẩn bị và phục vụ thực phẩm (bao gồm cả đồ ăn nhanh) tính đến năm 2010. Triển vọng việc làm dự kiến của BLS kỳ vọng mức tăng trưởng trung bình và cơ hội tuyệt vời nhờ doanh thu cao. Tuy nhiên, vào tháng 4 năm 2011, McDonald's đã thuê khoảng 62.000 công nhân mới và nhận được một triệu đơn xin việc cho các vị trí đó - tỷ lệ chấp nhận là 6,2%. Tuổi trung bình của công nhân trong ngành năm 2013 là 28. Lấy bằng tốt nghiệp Quản lý nguồn nhân lực hoặc bằng tốt nghiệp về Quản lý thức ăn nhanh có thể giúp bạn kiếm được việc làm trong các nhà hàng thức ăn nhanh lớn vì đây là một trong những điều mong muốn nhất. Tỷ lệ việc làm của người Úc làm việc trong ngành công nghiệp thức ăn nhanh ngày càng cao, với 17% số người Úc làm việc trong lĩnh vực thức ăn nhanh tại nước này.

## Toàn cầu hóa

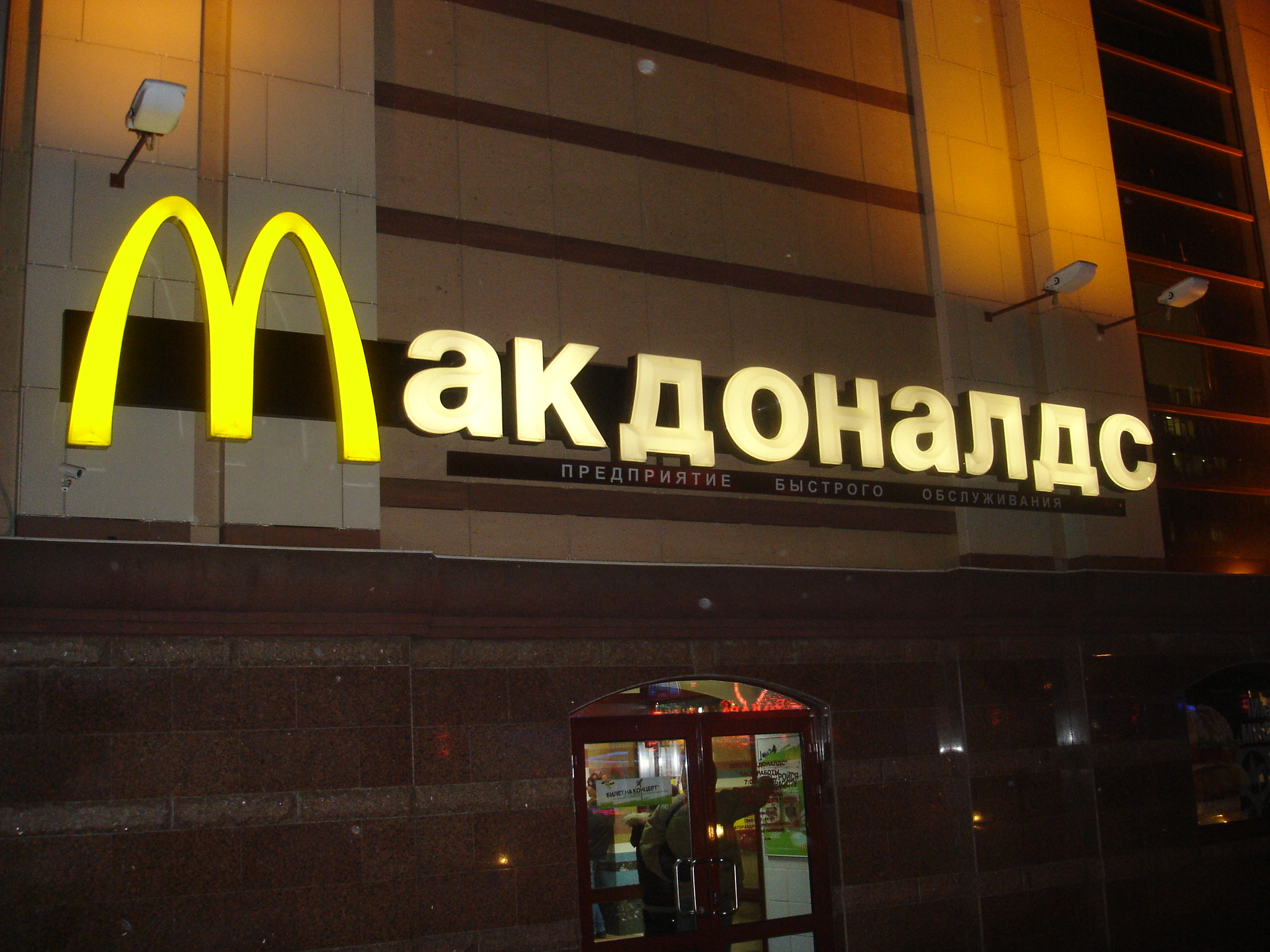
McDonald's ở Nga

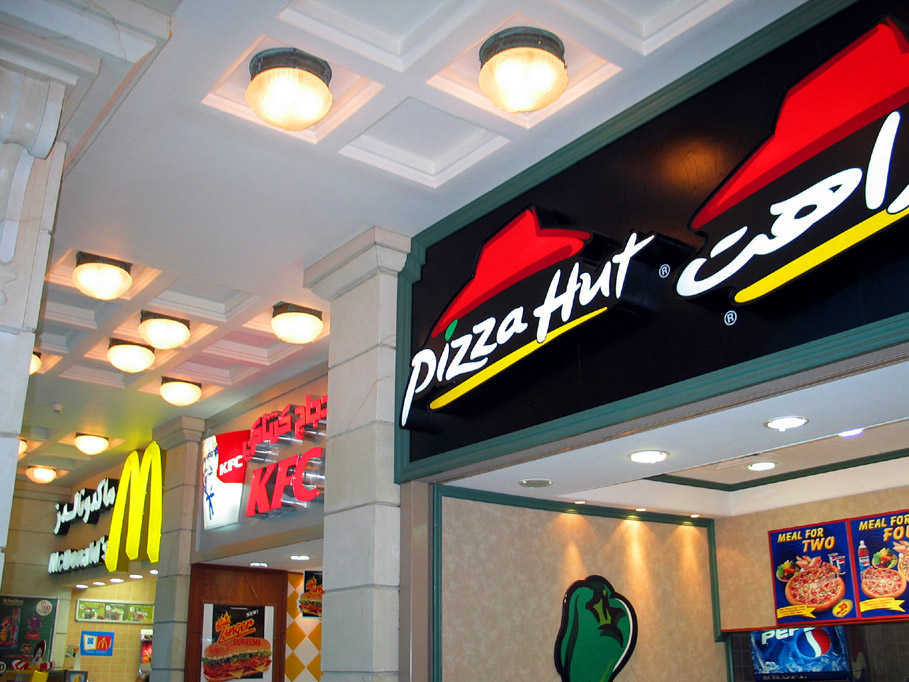
Các nhà hàng thức ăn nhanh McDonald's, Kentucky Fried Chicken và Pizza Hut ở Các Tiểu vương quốc Ả Rập Thống nhất

Năm 2006, thị trường thức ăn nhanh toàn cầu tăng 4,8% và đạt giá trị 102,4 tỷ bảng Anh với 80,3 tỷ giao dịch. Riêng McDonald's đã có cửa hàng tại 126 quốc gia trên 6 lục địa và điều hành hơn 31.000 nhà hàng trên toàn thế giới.
Một ví dụ về quá trình mở rộng McDonald's trên quy mô toàn cầu là việc đưa McDonald's vào thị trường Nga. Để công việc kinh doanh của người Mỹ thành công, nó phải được chấp nhận và hòa nhập vào cuộc sống hàng ngày của người dân địa phương Moskva. Do đó, nhà hàng đã được thực hiện một cách chiến lược để các dịch vụ của nó sẽ phù hợp với thói quen ăn uống riêng biệt và được thiết kế, hay còn được gọi là phong tục hóa xung quanh thói quen tiêu dùng thực phẩm, ăn uống và nấu nướng, của người Moskva. Một đặc điểm quan trọng của văn hóa ẩm thực Nga là nhấn mạnh vào việc hiểu biết về nguồn gốc địa phương của hàng hóa được tiêu thụ. Về cơ bản, để ra mắt thành công thương hiệu Mỹ này ở nước ngoài, McDonald's đã giải thích lợi ích địa phương của người tiêu dùng ở Moskva bằng cách quảng bá nguồn gốc địa phương của sản phẩm rau và thịt được sử dụng trong nhà hàng này. Vào ngày 31 tháng 1 năm 1990 McDonald's đã mở một nhà hàng ở Moskva và phá vỡ kỷ lục ngày mở cửa về số lượng khách hàng được phục vụ. Nhà hàng ở Moscow là nhà hàng bận rộn nhất trên thế giới.
McDonald's lớn nhất trên thế giới, với ống vui chơi cho trẻ em dài tổng cộng 25.000 feet, một trung tâm trò chơi điện tử và vui chơi, nằm ở Orlando, Florida, Hoa Kỳ
Có rất nhiều nhà hàng thức ăn nhanh khác nằm trên khắp thế giới. Burger King có hơn 11.100 nhà hàng tại hơn 65 quốc gia. KFC có trụ sở tại 25 quốc gia. Subway là một trong những thương hiệu phát triển nhanh nhất trên thế giới với khoảng 39.129 nhà hàng ở 90 quốc gia tính đến tháng 5 năm 2009, địa điểm đầu tiên ngoài Hoa Kỳ mở cửa vào tháng 12 năm 1984 tại Bahrain. Wienerwald đã lan rộng từ Đức sang Châu Á và Châu Phi. Pizza Hut có mặt tại 97 quốc gia, với 100 địa điểm ở Trung Quốc. Taco Bell có 278 nhà hàng ở 14 quốc gia ngoài Hoa Kỳ.

## Chỉ trích
Các chuỗi nhà hàng thức ăn nhanh đã bị chỉ trích vì những lo ngại từ những ảnh hưởng tiêu cực đến sức khỏe, cáo buộc đối xử tàn bạo với động vật, các trường hợp bóc lột công nhân và tuyên bố về sự suy thoái văn hóa thông qua sự thay đổi trong cách ăn uống của người dân khiến họ ngừng ăn các món ăn truyền thống.
Việc tiêu thụ thức ăn nhanh ngày càng tăng trên toàn thế giới. Một nghiên cứu được thực hiện tại thành phố Jeddah đã chỉ ra rằng thói quen ăn nhanh hiện nay có liên quan đến sự gia tăng tình trạng thừa cân và béo phì ở thanh thiếu niên ở Ả Rập Xê Út. Năm 2014, Tổ chức Y tế Thế giới đã công bố một nghiên cứu tuyên bố rằng các thị trường thực phẩm phi quản lý phần lớn là nguyên nhân gây ra cuộc khủng hoảng béo phì và đề xuất các quy định chặt chẽ hơn để đảo ngược xu hướng này. Tại Hoa Kỳ, các chính quyền địa phương đang hạn chế các chuỗi thức ăn nhanh bằng cách giới hạn số lượng nhà hàng được phép kinh doanh ở một số khu vực địa lý nhất định.
Để chống lại những lời chỉ trích, các nhà hàng thức ăn nhanh đang bắt đầu cung cấp các thực đơn thân thiện với sức khỏe hơn. Bên cạnh những ý kiến chỉ trích về sức khỏe, cũng có những đề xuất yêu cầu ngành công nghiệp thức ăn nhanh trở nên thân thiện hơn với môi trường. Các chuỗi nhà hàng này đã phản ứng bằng cách "giảm chất thải bao bì".
Mặc dù cố gắng vượt qua những lời chỉ trích thông qua các lựa chọn lành mạnh trong thực đơn thức ăn nhanh, Marion Nestle, người đảm nhận vai trò chủ nhiệm Khoa Dinh dưỡng và Nghiên cứu Thực phẩm của Đại học New York, cho rằng các ngành công nghiệp thức ăn nhanh cố tình tiếp thị thực phẩm không lành mạnh cho trẻ em thông qua các lựa chọn quảng cáo và do đó tạo ra các khách hàng trọn đời.
Mặc dù được nhiều người biết đến, nhưng thức ăn nhanh và chuỗi cửa hàng ăn nhanh có những tác động tiêu cực không chỉ đến công việc và kỹ năng xã hội mà còn ảnh hưởng đến sức khỏe và kết quả học tập của sinh viên. 56 phần trăm sinh viên đã ăn thức ăn nhanh hàng tuần. Nhà nghiên cứu đã viết Fast Food Nation, Eric Schlosser, nhấn mạnh thực tế này, lập luận rằng đây không chỉ là vấn đề tài chính mà còn là mồi nhử tâm lý, ở chỗ các sinh viên bị thu hút bởi cơ hội việc làm sớm này mà họ không biết rằng do phải làm việc nên thời gian học tập kỹ năng của họ bị rút ngắn. Hai nhà nghiên cứu khác, Charles Hirschman và Irina Voloshin, nêu bật những tác động và hậu quả nguy hiểm của các nhà hàng thức ăn nhanh liên quan đến việc thuê và sa thải những học sinh tuổi teen trong ngành công nghiệp thức ăn nhanh. Kelly Brownwell của The Atlantic Times đã ủng hộ thêm lập luận này, rằng Burger King và McDonald's đã áp dụng một phương thức tiếp thị nguy hiểm để dụ dỗ trẻ em ngây thơ cả tin.
Trong một nghiên cứu do Giáo sư Purtell Kelly và Gershoff thực hiện, họ phát hiện ra rằng học sinh lớp 5 ăn thức ăn nhanh so với học sinh cùng tuổi sau khi một số yếu tố xã hội khác đã được kiểm soát.  Ngoài ra, tỷ lệ sinh viên đã ăn thức ăn nhanh và bị điểm kém cao hơn khoảng 11% so với những người sử dụng thực phẩm hữu cơ. Các yếu tố xã hội khác như xem tivi, trò chơi điện tử và chơi trò chơi khác đã được kiểm soát để đánh giá tác động thực sự của thức ăn nhanh.
Đã có những cuốn sách và bộ phim, chẳng hạn như bộ phim Super Size Me năm 2004, được thiết kế để làm nổi bật những tác động tiêu cực đến sức khỏe từ việc tiêu thụ quá nhiều thức ăn nhanh, chẳng hạn như góp phần gây ra bệnh béo phì.